# 極雀
極雀（ごくじゃん）とは、2016年7月25日より開始されたフジテレビONEで放送されている麻雀バラエティ番組である。
正式タイトルは「麻雀最極決定戦! サバイバルバトル極雀」。

## 概要
アリアリ・トビあり・割れ目ありのインフレ色の強いルールで展開される『THEわれめDEポン』に対し、トビなし（箱下罰符あり）・割れ目なし・50分打ち切り・長考罰符ありのスピード感を重視した独自ルールを採用する麻雀番組。プロ雀士が参戦する点も、芸能人の参加が基本の『THEわれめDEポン』とは異なっている。最高位戦日本プロ麻雀協会（最高位戦）が制作に協力しているが、参戦するプロ雀士は最高位戦所属の雀士とは限らない。
近年では『極雀』と『THEわれめDEポン』のコラボレーション企画『THE極雀DEポン』も放送されている。

## ルール
出典：
- 1ゲーム50分の東風戦で行われる。50分経過時点で行っている局を最終局とし、流局・連荘を問わず終了とする。
  - 南入はなく、場風は常に東に固定される（表示も東一局→･･･東四局→東五局→･･･となる）。
- ドラは1枚めくり、なお五萬・五索・五筒に各1枚ずつ赤牌が入れる。
- 割れ目・トビなし。
- 大きな特徴として長考罰則がある。手牌をツモって（牌に触って）から10秒経過で警告音。さらに5秒経過時点で打牌していない場合は場に1000点の罰符を供託する。上記の制限時間とこのルールにより闘牌のスピード感と時間のプレッシャーによる思わぬ一打によるエキサイティングな展開に寄与している
- ゲーム終了時点の得点（オカ・ウマを考慮しない）により順位に応じて星（☆）が与えられる（1位：☆×3、2位　☆×2、3位：☆×1、4位：なし）
  - ゲーム終了時点で箱下終了の場合は、それぞれ1位に☆を2つ渡す
    - 4位のみが箱下終了の場合は1位：☆×5、4位:☆×マイナス2
    - 3位・4位が箱下終了の場合は1位：☆×7、3位：☆×マイナス1、4位:☆×マイナス2
- 1シーズンで合計8ゲーム行い、合計の☆の数が一番多かった者が優勝『極雀位』の称号が与えられる(過去優勝者は次回以降登場時に『第○○(シーズン)期極雀位』のタイトルが表示される)
  - ☆の数が同点の場合トップ獲得数が多い方が上位。トップ回数が同じ場合は、2位の回数が多い方が上位となる。それでも同点の場合は同時優勝。
  - 7ゲーム終了時点で☆の数が逆転できない場合は「コールドゲーム」が成立し、第8ゲームは☆に無関係のエキシビションゲームになる。
- 途中流局、流し満貫、数え役満、責任払い、オープンリーチ、フリテンオープンリーチ、ダブロン、トリロンあり
- 持ち点は25000点。本場は1500点、ノーテン罰符は場に3000点

## 出演者
- MC
  - 柴田英嗣（アンタッチャブル)
- 実況
  - 野島卓（フジテレビアナウンサー)
  - 小林未沙（元・プロ雀士、声優、ナレーター)
  - 日向藍子（最高位戦日本プロ麻雀協会）
  - 筒井大輔
  - 松嶋桃（日本プロ麻雀協会）
    - 野島と日向については、最近は出演する機会は少ない[2]。

  - 浅見真紀（最高位戦日本プロ麻雀協会）
  - 河野直也（最高位戦日本プロ麻雀協会）
  - 新榮有理（最高位戦日本プロ麻雀協会）
  - 佐伯菜子（最高位戦日本プロ麻雀協会）
- 解説
  - 土田浩翔（最高位戦日本プロ麻雀協会）
  - 古久根英孝（麻将連合）
  - 鈴木たろう（最高位戦日本プロ麻雀協会）
- 極雀ガール
  - 安枝瞳
  - 鈴木ふみ奈
  - 和地つかさ
  - 川崎あや
  - 菜乃花
  - 大貫彩香
  - RaMu
  - 松嶋えいみ
  - 青山ひかる
  - 星名美津紀
  - 谷かえ
  - 彩川ひなの
  - 椎名香奈江
  - 阿久津真央
  - 小島みゆ
  - 火将ロシエル
  - 相沢菜々子
  - 片岡沙耶
  - 森のんの
  - 竹川由華
  - 近藤みやび
  - 高梨瑞樹
  - 桜りん
  - 山田かな
  - 海里
  - 真田まこと
  - 藤井マリー
  - 佐々木萌香
  - 新田ゆう
  - 宮瀬なこ
  - 浅川まりな
  - 月野もも
  - 夏川いづみ
  - 小坂田純奈
  - 荒牧理沙
  - 工藤スミレ
  - 星島沙也加
  - 山田あい
  - 石井優希

## 放送リスト
基本的にゲーム毎に1時間枠の放送枠が設定されており、月曜から木曜の13時台・14時台に放送が行われるのを基本とする。2019年以降は、基本的に初回放送回に限り8ゲームを一挙放送する（放送リストの「†」回）。
| シーズン | 第1ゲーム初回放送日 | 出演                                             | 極雀位              | 極雀ガール      |
| -------- | ------------------- | ------------------------------------------------ | ------------------- | --------------- |
| 1        | 2016年7月25日       | 及川奈央・多井隆晴・大村朋宏・みずしな孝之       | 多井隆晴            | 安枝瞳          |
| 2        | 2016年9月22日       | 月亭八光・多井隆晴・鈴木大介・見栄晴             | 多井隆晴            | 鈴木ふみ奈      |
| 3        | 2016年12月6日       | 梶原雄太・多井隆晴・徳井健太・片山まさゆき       | 梶原雄太            | 安枝瞳          |
| 4        | 2017年1月10日       | 及川奈央・村上淳・御徒町凧・中田功               | 御徒町凧            | 安枝瞳          |
| 5        | 2017年2月16日       | 大村朋宏・茅森早香・御徒町凧・梶原雄太           | 御徒町凧            | 安枝瞳          |
| 6        | 2017年3月2日        | 岩井勇気・来賀友志・鈴木たろう・宮城舞           | 来賀友志            | 安枝瞳          |
| 7        | 2017年3月16日       | 徳井健太・小林剛・じゃい・湊莉久                 | じゃい              | 和地つかさ      |
| 8        | 2017年3月16日       | 来賀友志・新津潔・じゃい・見栄晴                 | 来賀友志            | 川崎あや        |
| 9        | 2017年6月2日        | 来賀友志・村上淳・大谷ノブ彦・徳井健太           | 来賀友志            | 菜乃花          |
| 10       | 2017年8月13日       | 金子昇・月亭八光・松嶋桃・みずしな孝之           | 月亭八光            | 大貫彩香        |
| 11       | 2017年10月16日      | 大村朋宏・来賀友志・中田功・近藤誠一             | 来賀友志            | 和地つかさ      |
| 12       | 2017年12月4日       | 月亭八光・御徒町凧・ツモツモ四天王・古久根英孝   | 古久根英孝          | RaMu 松嶋えいみ |
| 13       | 2018年2月16日       | 志名坂高次・阿久津主税・及川奈央・古久根英孝     | 古久根英孝          | 青山ひかる      |
| 14       | 2018年5月9日        | 見栄晴・大村朋宏・じゃい・鈴木達也               | 鈴木達也            | 大貫彩香        |
| 15       | 2018年7月4日        | 御徒町凧・梶原雄太・鈴木大介 ・鈴木達也          | 御徒町凧            | 菜乃花          |
| 16       | 2018年10月2日       | 御徒町凧・片山まさゆき・月亭八光・朝倉康心       | 朝倉康心            | 星名美津紀      |
| 17       | 2018年12月7日       | 金子昇・じゃい・来賀友志・朝倉康心               | 金子昇              | 谷かえ          |
| 18       | 2019年2月18日†      | 児嶋一哉・コトブキツカサ・宮城舞・小林剛         | 小林剛              | RaMu            |
| 19       | 2019年3月22日†      | 及川奈央・金子昇・近藤誠一・鈴木大介             | 鈴木大介            | 和地つかさ      |
| 20       | 2019年5月17日       | 大村朋宏・岡田紗佳・瀬川晶司・小林剛             | 小林剛              | 彩川ひなの      |
| 21       | 2019年7月24日       | 御徒町凧・じゃい・伏見俊昭・小林剛               | 御徒町凧            | 椎名香奈江      |
| 22       | 2019年12月30日†     | 見栄晴・御徒町凧・鈴木大介・石橋伸洋             | 石橋伸洋            | 阿久津真央      |
| 23       | 2020年2月28日†      | 来賀友志・月亭八光・藤田伸二・石橋伸洋           | 月亭八光            | 小島みゆ        |
| 24       | 2020年12月6日†      | 御徒町凧・大村朋宏・森川ジョージ・松本吉弘       | 御徒町凧            | 火将ロシエル    |
| 25       | 2021年1月29日†      | 御徒町凧・中田功・波岡一喜・高倉武士             | 中田功              | 相沢菜々子      |
| 26       | 2021年2月22日†      | 中田功・徳井健太・水崎綾女・園田賢               | 園田賢              | 松嶋えいみ      |
| 27       | 2021年3月22日†      | 阿部亮平・じゃい・片山まさゆき・園田賢           | 阿部亮平            | 彩川ひなの      |
| 28       | 2021年5月14日       | 阿部亮平・大村朋宏・瀬川晶司・萩原聖人           | 萩原聖人            | 片岡沙耶        |
| 29       | 2021年7月30日†      | 萩原聖人・波岡一喜・阿久津主税・岡野陽一         | 波岡一喜            | 森のんの        |
| 30       | 2021年9月12日†      | 波岡一喜・阿部哲子・藤田恵名・醍醐大             | 醍醐大              | 火将ロシエル    |
| 31       | 2021年11月19日†     | 内山信二・醍醐大・見栄晴・森川ジョージ           | 醍醐大              | 竹川由華        |
| 32       | 2022年1月25日       | 近藤くみこ・醍醐大・御徒町凧・志名坂高次         | 御徒町凧 近藤くみこ | 近藤みやび      |
| 33       | 2022年3月20日†      | 御徒町凧・金子昇・じゃい・瑞原明奈               | 瑞原明奈            | 高梨瑞樹        |
| 特別編   | 2022年4月19日       | 御徒町凧・月亭八光・古久根英孝・醍醐大           | 古久根英孝          | 桜りん          |
| 34       | 2022年7月29日†      | 及川奈央・近藤くみこ・じろう・滝沢和典           | じろう              | 山田かな        |
| 35       | 2022年9月19日       | 阿部あき子・香川愛生・松本圭世・魚谷侑未         | 松本圭世            | 海里            |
| 36       | 2022年11月21日†     | 堀慎吾・松本圭世・阿部亮平・徳井健太             | 堀慎吾              | 真田まこと      |
| 37       | 2023年2月27日†      | 見栄晴・大村朋宏・前田裕太・堀慎吾               | 見栄晴              | 藤井マリー      |
| 38       | 2023年3月27日†      | 白鳥翔・見栄晴・田村亮・大渡亮                   | 白鳥翔              | 佐々木萌香      |
| 39       | 2023年6月23日†      | 御徒町凧・神田伸一郎・伊藤正樹・仲林圭           | 仲林圭              | 松嶋えいみ      |
| 40       | 2023年9月26日       | たかし・鈴木もぐら・中田花奈・鈴木優             | 中田花奈            | 新田ゆう        |
| 41       | 2023年11月22日†     | 山崎裕太・山本博・中田花奈・竹内元太             | 竹内元太            | 藤井マリー      |
| 42       | 2024年1月26日†      | じろう・和田まんじゅう・水崎綾女・竹内元太       | 竹内元太            | 彩川ひなの      |
| 43       | 2024年5月27日†      | 大村朋宏・じゃい・入来茉里・竹内元太             | 大村朋宏            | 高梨瑞樹        |
| 44       | 2024年6月18日       | 大村朋宏・及川奈央・アントニー・萩原聖人         | 大村朋宏            | 宮瀬なこ        |
| 45       | 2024年8月30日†      | 大村朋宏・御徒町凧・岡野陽一・鈴木たろう         | 御徒町凧            | 浅川まりな      |
| 46       | 2024年9月27日†      | 鰻和弘・見栄晴・矢野優花・渋川難波               | 鰻和弘              | 桜りん          |
| 47       | 2024年11月22日†     | 鰻和弘・御徒町凧・伊藤正樹・松本吉弘             | 松本吉弘            | 月野もも        |
| 48       | 2025年1月1日†       | 田村亮・水崎綾女・今井達也・浅井堂岐             | 浅井堂岐            | 夏川いづみ      |
| 49       | 2025年1月31日†      | 片山まさゆき・蛍原徹・兼光タカシ・浅井堂岐       | 浅井堂岐            | 小坂田純奈      |
| 50       | 2025年2月23日       | 萩原聖人・御徒町凧・ガダルカナル・タカ・土田浩翔 | 御徒町凧            | 高梨瑞樹        |
| 51       | 2025年3月30日†      | 見栄晴・波岡一喜・エハラマサヒロ・石井一馬       | 石井一馬            | 荒牧理沙        |
| 52       | 2025年5月4日        | じゃい・石井一馬・御徒町凧・宮川一朗太           | 石井一馬            | 工藤スミレ      |
| 53       | 2025年6月1日†       | 水崎綾女・ワッキー・杉江大志・東城りお           | 東城りお            | 星島沙也加      |
| 54       | 2025年7月13日       | 金子昇・たかし・酒井健太・東城りお               | 金子昇              | 山田あい        |
| 55       | 2025年8月17日†      | 石井一馬・及川奈央・金子昇・岡野陽一             | 岡野陽一            | 石井優希        |

## スタッフ
- 企画・チーフプロデューサー：門澤清太
- プロデューサー：金子雅之
- AP：
- ディレクター：室井祐人
- AD：百地智之
- ナレーター：時田和典
- TP：辻本豊
- TD：田原健二
- TK：安富弘江
- 音効：松岳宏明
- メイク：中村未来、栗間夏美
- 技術協力：フジ・メディア・テクノロジー、MTPlanning、オムニバス・ジャパン
- 美術協力：フジアール
- 協力：最高位戦日本プロ麻雀協会
- 制作協力：モンキーレンチ